# New Eddystone Rock

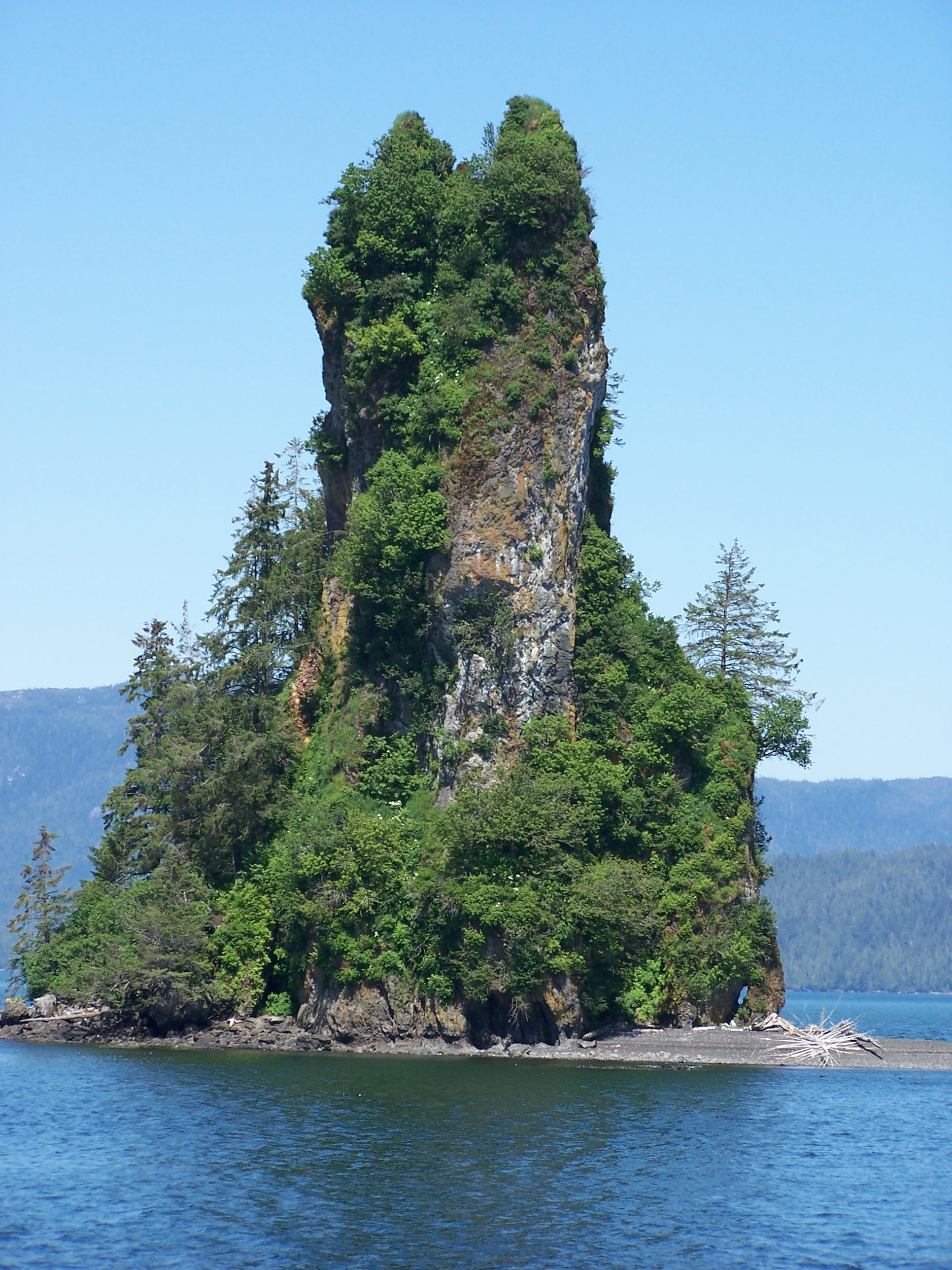
New Eddystone Rock

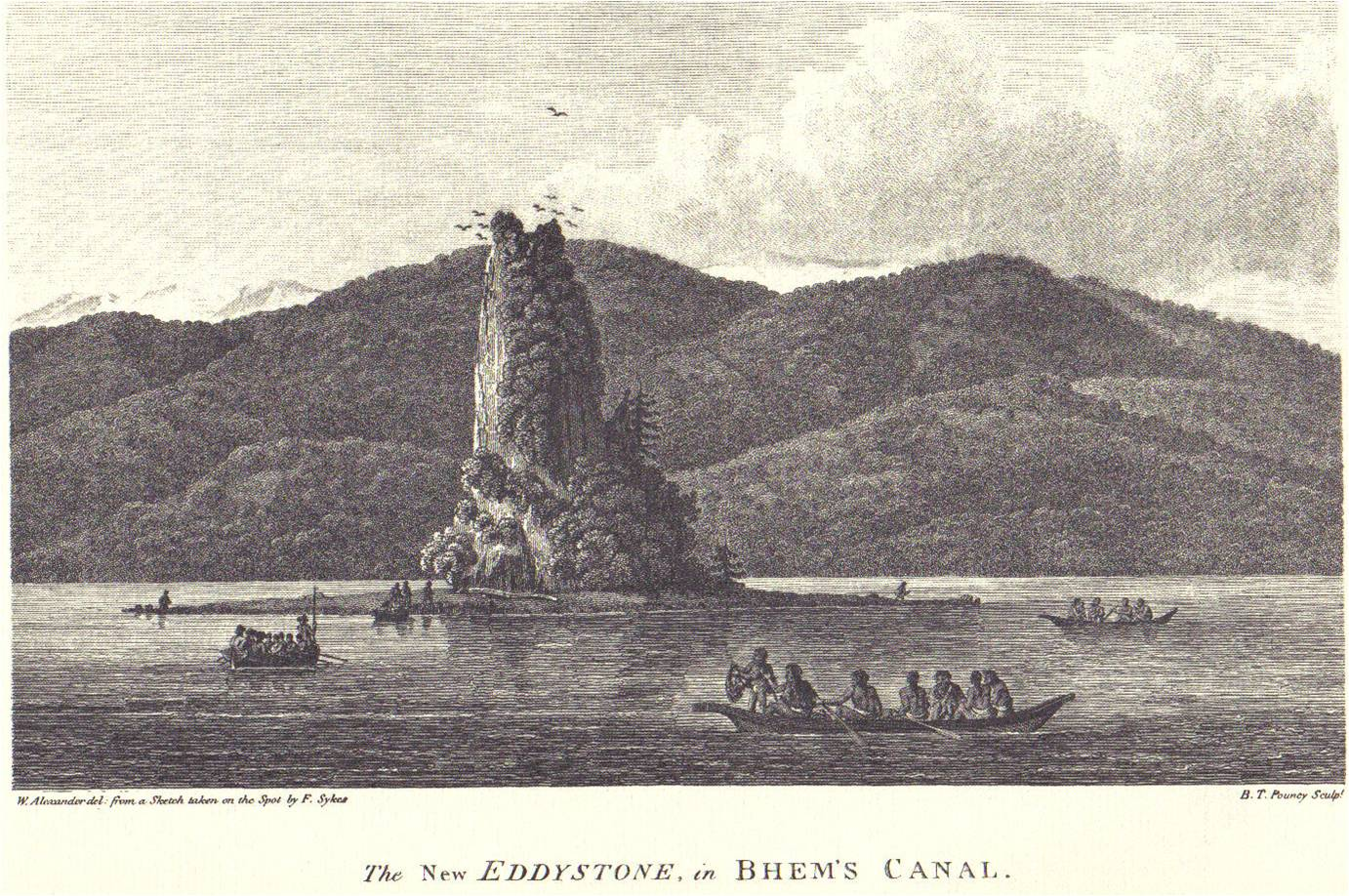
Een gravure van het eiland uit 1798

New Eddystone Rock is een eiland in de Alexanderarchipel in de Alaska Panhandle in het zuidoosten van Alaska in de Verenigde Staten.

## Geografie
Het eiland ligt in het Behm Canal op ongeveer 64 kilometer ten oosten van Ketchikan. Het ligt tussen Revillagigedo Island in het westen en het vasteland van Alaska in het oosten.

## Geschiedenis
Hoe de inheemse Tlingit-bevolking het eiland ontdekte, hun naam ervoor en welke rol het speelde in hun leven voorafgaand aan het Europese contact, is in de geschiedenis verloren gegaan.
De eerste Europeaan die New Eddystone Rock observeerde was kapitein George Vancouver. Hij werd in 1791 door de Britse Admiraliteit uitgezonden om de noordwestkust van Noord-Amerika te onderzoeken. In juli 1793 bracht Vancouver's meerjarige reis hem naar wat nu Observatory Inlet is. Hij legde zijn schepen daar voor anker en leidde vervolgens een onderzoeksteam van twee boten naar het noorden langs de kust.
Vancouver verkende het noorden via het Behm Canal en bereikte New Eddystone Rock op vrijdag 9 augustus 1793. Daar legde hij zijn boten aan het strand. In zijn rapport aan koning George III schreef hij:
We stopten om te ontbijten en terwijl we zo bezig waren, landden drie kleine kano's, met ongeveer een dozijn inboorlingen, en benaderden ons ongewapend, en accepteerden met het grootste goede humeur de geschenken die hun werden aangeboden, en gaven in ruil daarvoor tekenen dat ze hadden niets meegebracht om over te beschikken, maar nodigden ons op de meest dringende manier uit in hun woonplaatsen.
Vancouver koos ervoor de uitnodiging niet te accepteren, maar bleef in plaats daarvan het noorden verkennen. Hij noemde het eiland naar de vuurtoren van Eddystone bij Plymouth, Engeland, een pilaar die ook begint vanuit een smalle basis op zeeniveau.
Een groot deel van Zuidoost-Alaska, inclusief New Eddystone Rock, werd door een reeks proclamaties van president Theodore Roosevelt opgenomen in Tongass National Forest. Op 1 december 1978 riep president Jimmy Carter een deel van het Tongass National Forest uit tot Misty Fjords National Monument, waartoe ook New Eddystone Rock behoorde. In 1980 nam het Congres de Alaska National Interest Lands Conservation Act aan, die bescherming bood aan het grootste deel van het nationale monument. Het eiland wordt momenteel beheerd door de United States Forest Service.

## Geologie
Tijdens de laatste ijstijd was Zuidoost-Alaska bedekt met een dikke ijskap. Het gewicht van het ijs drukte de onderliggende korst naar beneden en comprimeerde deze, inclusief het gebied dat nu het Behm Canal is. Toen het ijs aan het begin van de huidige interglaciale periode smolt, nam dit gewicht af. De aardkorst reageerde door naar boven te buigen, een proces dat bekend staat als postglaciale opheffing. Deze beweging brak de rots en creëerde een New Eddystone-vulkaan die 15.000 tot 13.800 jaar geleden uitbarstte.
De vulkaan rijst op vanaf de bodem van het kanaal, ongeveer 260 meter onder zeeniveau. Het eiland ligt 72 meter boven zeeniveau, waardoor de vulkaan een totale hoogte heeft van meer dan 300 meter. Hoewel het deel van de vulkaan onder zeeniveau enigszins kegelvormig is, heeft de golfwerking in de loop van de millennia al het gesteente boven zeeniveau geërodeerd, behalve de dichte, torenspitsvormige vulkanische plug.
Bathymetrische studies van de bodem van het Behm Canal tonen aan dat New Eddystone niet de enige vulkaan was die tevoorschijn kwam toen de korst kromp. Er zijn nog vier andere ventilatieopeningen geïdentificeerd. Twee ervan zijn koepelvormig, wat erop wijst dat ze onder de ijskap uitbarstten en afgerond werden toen het ijs eroverheen stroomde. De andere twee, en New Eddystone Rock, zijn scherper, wat aantoont dat ze nooit door ijs zijn overschaduwd. Van de vijf geïdentificeerde vulkanische openingen in het Behm Canal stijgt alleen New Eddystone Rock boven zeeniveau uit.
Het getijdenverschil in het Behm Canal is groter dan 6,1 m. Omdat een groot deel van New Eddystone Rock laaggelegen strand is, varieert de grootte van het eiland boven het water aanzienlijk afhankelijk van de getijden.